# (9208) Takanotoshi
(9208) Takanotoshi (1994 TX2) – planetoida z pasa głównego asteroid okrążająca Słońce w ciągu 4,55 lat w średniej odległości 2,74 j.a. Odkryta 2 października 1994 roku.